# Tomás Olivar
Tomás Olivar (1929 – 2013) fou un pintor tarragoní. El seu estil pictòric, característic pel seu cromatisme, que proporciona a les seves obres un espectacle viu de llum i color, encaixa dins de l'Impressionisme.
| «              | Cada cuadro, cada espacio dedicado al arte, la más sublime de las profesiones, representa un pedazo físico y mental de mi existencia y la ofrezco abiertamente con ilusión y amor. ...Quisiera seguir andando por el misterioso y profundo abismo sideral del arte... Pero no permitas, Señor, que jamás encuentre el final del camino | » |
| — Tomás Olivar | |   |

## Joventut
Tomás Olivar neix a Madrid el 12 de desembre de l'any 1929. Amb vuit anys la família es trasllada al litoral català, fixant la residència a Tarragona, ciutat que serà la font d'inspiració de molts dels seus quadres. La seva afició per la pintura neix cap al 1942, als onze o dotze anys, quan a moments d'esbarjo anava a la Biblioteca Provincial, situada llavors al carrer Assalt, on la directora i bibliotecària, Gertrudis Enric els explicava una rondalla que ell i els seus companys d'infància il·lustraven aportant-hi tot tipus d'imaginació: «Yo dibujaba y pintaba aquellas pequeñas escenas con una ilusión tremenda». Aquesta dimensió que la pintura li oferia, el va portar a jugar amb aquarel·les i paper Canson aprofitant el ric paisatge que la ciutat romana oferia al seu pas. També l'apassionava admirar els diferents artistes que habitualment pintaven pels carrerons de Tarragona. Als anys quaranta hi destacaven noms com Garcianguera –qui més tard serà el seu mestre–, Ceferí Olivé, Joan B. Plana, Josep Burdeos, Josep Maria Morató… d'entre altres.

## L'Escola d'Art
El 1947 Olivar es matricula com alumne de la primera promoció de l'Escola d'Art de la Diputació de Tarragona; de la que més tard serà professor. L'alumne més jove es va deixar influenciar pels impressionistes francesos, i pels mestres catalans Joaquim Mir i Trinxet, Rusiñol o Mallol; per acabar sent deixeble dels pintors Gonzalo Lindín i Garcianguera i de l'escultor Salvador Martorell, a qui va tenir com a professors durant els seus anys d'aprenentatge.
Un cop finalitzats els seus estudis que van permetre-li superar les dificultats de la tècnica, la seva obra va veure la llum. L'Escola d'Art va donar una empenta col·lectiva a un conjunt d'artistes de la primera promoció. De manera que, amb el patrocini de la Excm. Diputació de Tarragona van fer possible una petita mostra al Sindicat d'Iniciativa i Turisme el març de l'any 1952. Entre els artistes, s'hi trobaven un experimentat Ignasi Mallol, l'interpretatiu paisatgista Josep Icart, i Tomás Olivar que, tot i la seva joventut, va demostrar tenir un estil obert i molt personal, amb la presentació de Gitanos vibrant i entonada, i amb el seu Bodegón nº21 que convida a un joc de llums i colors que ja mostrava la seva predilecció per l'impressionisme. De fet, el professor i artista Sr. Nogué Massó, ja parlava de «Tres jóvenes artistas tarraconenses que exponen sus primicias honradas, valiosas y bien dirigidas (...)»
Aquesta primera mostra expositiva al Sindicat d'Iniciativa serà el toc de sortida d'una llarga trajectòria artística que el portarà pels diferents indrets de la Península. Ell mateix, ja deia que l'Escola li havia ensenyat a forjar-se un camí, és per això que mai va desistir del seu talent i va provar sort en diferents concursos entre els anys 1958 – 1960, que el van fer guanyar la III Medalla de Pintura en el «Concurs-Exposició Casino Recreativo de Amposta», la Medalla Nacional de Educación y Descanso el 1959 (Màlaga) i el Premi Nacional de Belles Arts (Montjuïc (Barcelona)) per la Província de Tarragona el 1960. De fet, l'any 60 és important, ja que Olivar es casava a Saragossa amb la Sra. de la Muela i presentava la seva primera exposició individual al Centre Mercantil d'aquella mateixa ciutat, on per primera vegada va exposar el seu famós i sobrecollidor Cristo patético, ben diferent del que la gent havia vist anteriorment.
L'any 1962 després de diverses exposicions, es presenta a un concurs per a la Bossa d'Estudis creada per la Diputació amb la finalitat que els artistes poguessin rebre dots o beques per ampliar els seus estudis a París. Tomás Olivar amb la seva obra Marina s'endú la beca. Sens dubte, el viatge a la capital francesa va suposar un pelegrinatge ple d'experiències i coneixements que el van dur a visitar els principals museus de la ciutat, on va quedar meravellat tant per les seves infraestructures com per les seves exposicions permanents. Allí va conèixer en profunditat l'emoció de Rembrandt, el romanticisme de Delacroix o l'abstracció de Joan Miró i Ferrà. De qualsevol manera, l'impressionista Pierre Auguste-Renoir i la seva emblemàtica obra Le Moulin de la Galette van suscitar-li una profunda admiració. L'obra característica pel seu cromatisme i vivacitat es trobava a la Galerie Nationale du Jeu de Paume. A més, com qualsevol artista que anava a París tenia un escenari imprescindible, i gairebé obligatori: Montmartre i el riu Sena. Allí va conèixer a molts artistes, entre els quals es trobava el seu conciutadà Jordi Sarrà qui li va presentar a la seva padrina artística Madame d'Utrillo, la pintora i crítica més temuda del moment. Però, Olivar a més de moure's per la bohèmia típica de la rive gauche com a bon observador i esprement al màxim la seva estada, va tenir temps per treballar als famosos i enigmàtics parcs de París, on la gent s'hi reunia i gaudia de jocs, balls, curses de cavalls...i on l'àvid pintor trobava inspiració per a la seva tasca. Hi destaquen els parcs de Montsouris i del Luxemburg, el Bois de Boulogne i el Jardí de les Teuleries… Olivar també va veure els llocs i monuments més emblemàtics tal com Els Invàlids, Arc del Triomf, Palau de Versalles d'entre altres. De fet, en les seves memòries inèdites fa un repàs minuciós de tots aquests llocs imaginats que es van materialitzar en un somni real i en una experiència tan vital com artística.
Finalment, després d'aquesta estada a París retorna a l'Escola d'Art, amb la que mai va perdre el contacte, i ho fa com a professor de Pintura i Dibuix -substituint al seu admirat professor Garcianguera a qui mai ha deixat de retre-li homenatge-. Olivar va ser el primer alumne que va exercir com a professor, el que sens dubte va suposar un triomf personal per l'artista que va poder transmetre els seus coneixements sempre a la seva manera: «Durante mi larga estancia en la Escuela (37 años) –declara Olivar- no he querido parecerme a ninguno de mis profesores, ni he pretendido que mis alumnos me imitasen. Cada uno ha de transmitir su mensaje honesto y personal», i de fet aquesta personalitat present en cada una de les seves obres el va dur al cim del panorama artístic espanyol de la darrera meitat de segle.

## Estil
Tot i que la primera etapa de la seva obra es va caracteritzar per tons grisos i obscurs, es va anar allunyant d'aquesta tendència per apropar-se a la tradició postimpressionista catalana. Olivar té una predilecció pel paisatge, oferint a cada quadre una visió directa i diferent de la naturalesa, li agradava pintar durant les albades o cap als vespres, per poder il·lustrar les variants de llum que proporciona el sol. Ell mateix definia la seva pintura dins del neorrealisme, dient que era conservadora, colorista, mediterrània i catalana
| «                                             | Pintó paisaje y figura, siendo más conocido por los temas paisajísticos. También llevo al papel, con sensibilidad y acierto, temas urbanos históricos de su provincia, dibujos de líneas expresivas, mostrándose muy hábil con la plumilla o el palillo de la tinta y dosificando sugestivamente su intensidad o suavidad de toque | » |
| — Diccionari Ràfols.Rafael Santos i Torroella | |   |

## Concursos
D'entre aquests premis o reconeixements, en destacarem els més importants, ja que la llista, en certa manera, es faria inacabable:
- Exposició Nacional de Belles Arts a Montjuïc (Barcelona): Premi nacional per la província de Tarragona (1960)
- Premi extraordinari de la Diputació (1962)
- Dos segones medalles a Amposta (1958-1962)
- Premi Joventut Nacional (1974)
- Premi Internacional UIM
- Premi Donya Rita Montmany de la Torre (Palamós)
- Cala Canyelles (Lloret de Mar)
- Premis a Reus, Montblanc i Màlaga
- Medalla a Almeria (1980)

## Darrers anys
La seva tasca artística i cultural, també va dur a terme la creació i edició d'un llibre de dibuixos dels diferents pobles i ciutats de la província de Tarragona, fets en tinta xinesa. Titulat La força dels pobles, «Olivar no va utilitzar ni pinzells ni tremp. La seva tècnica és d'allò més original. L'artista dibuixa amb escuradents, la qual cosa encara afegeix més valor a l'obra».
Tot i que Tomás Olivar es va jubilar de la seva ocupació de professor l'any 1999 mai ha deixat de treballar o gaudir de la seva veritable vocació: pintar. És per això, que en Tomás gaudeix d'un estudi-taller situat a una de les parts més emblemàtiques de la ciutat tant per la seva història com per la seva tradició. Situat al Pla de la Seu, té una condició idíl·lica que li proporciona vista d'ocell des de trenc d'alba fins que el sol es pon i els somnis recorren els carrers. El nostre pintor mai ha deixat de pintar, l'amor a la pintura, a la seva paleta cromàtica i l'anhel de fer etern aquest instant fan que la seva pintura sigui harmònica i vivaç, prop de la quotidianitat més espiritual.
Ja s'estava repetint que Olivar té un estil molt personal on la llum i el color brollen de manera instantània. En Joan M. Pujals ja diu que «sembla que tingui pressa a alliberar els colors de la caverna del somni, que irrompen amb tota la seva força i que envaeixen l'espai des del cim més alt». D'altra banda Josep Gomis Martí va comentar no fa massa: «Amant dels espais oberts, Tomàs Olivar és un pintor de la quotidianitat. Pinta allò que veu cada dia i, amb una tècnica depurada i elegant, infon a les seves teles la vida i l'harmonia necessàries. La seva pinzellada transparent, vibrant i àgil revela la seva manera de ser i de sentir. Els seus paisatges són un obsequi per a qui els contempla. Tenen el color i la llum del Mediterrani, simbolitzen la bellesa i l'equilibri, i transmeten serenor. Amb cada matís de color crea una atmosfera intimista i personal que va més enllà de la realitat immediata.» Sens dubte, la pintura del Tomás Olivar ens obre cada dia una porta que ens retorna als orígens i al paradís perdut de la llum i el color, on la vibració de la pinzellada és una melodia absoluta de pau.
Va morir a Tarragona el 28 de febrer de 2013.

## Exposicions
La participació en aquests concursos va agilitar la seva carrera artística i el va portar a exposar a molts indrets del panorama estatal com també a una gira per diverses ciutats alemanyes cap a les darreries del segle. D'aquesta manera ha exposat al Centre Mercantil de Saragossa, a la Sala Canasta de Bilbo, a la Sala del Sindicat de la seva ciutat, a Tarragona, on per primera vegada va presentar-se al panorama artístic. També a l'Institut d'Estudis Ilerdenses en diverses ocasions, a l'Ateneu Barcelonès. A Astúries on les seves exposicions a la Caixa d'Estalvis van tenir un èxit nombrós, i a Osca on es troba gran quantitat de la seva obra al Museo Alto Aragón. A banda, cal dir que a Tarragona no només ha trobat la seva residència personal sinó també artística, ja que la ciutat i la seva província han estat testimonis en reiterades ocasions de les diverses mostres que l'artista ha procurat. Així el 1983, el Museu d'Art Modern de Tarragona acull la seva exposició antològica en la qual es va fer un repàs de tota la seva capacitat creativa i emprenedora, a manera d'homenatge. Tot seguit, l'artista va aconseguir que la seva obra s'ampliés cap a una dimensió internacional, de manera que el 1993 Tomás Olivar va presentar a Alemanya «una extraordinària col·lecció de paisatges tarraconenses i de la Costa Daurada de la qual formen part una col·lecció d'obres de grans dimensions». Així doncs aquesta obra va ser exposada en cinc ciutats del sud d'Alemanya: a Tergensel, Baviera, Murnau, Bad Tölz i Garmisch. L'èxit es va repetir tres anys més tard, el 1996, quan l'artista va obrir una exposició a la galeria Kramich de la ciutat suïssa de Zúric. En els darrers temps, ha realitzat diverses exposicions importants que van assolir un alt grau d'èxit i crítiques. La primera va tenir lloc al Castell de Sant Miquel d'Escornalbou, organitzada pel Departament de Cultura de la Generalitat, la Diputació de Tarragona i el Patronat del Castell. S'hi van presentar 32 olis de grans dimensions, així com dibuixos i esbossos. També cal fer menció d'una altra exposició de singular relleu a la Galeria Blanquerna de la Generalitat de Catalunya a Madrid. Però, una de les darreres exposicions més treballades, després de dos anys de feina, va ser la magna exposició formada per 29 olis de gran format en homenatge a la Guàrdia Civil. Els quadres mostraven l'acció del Benemèrit Institut en defensa de la societat civil. Incansable amant de la seva professió, el 2003 presenta «Tarragona: La Part Alta» que va obtenir un singular èxit i va tenir com a seu el Col·legi d'Enginyers Industrials de Tarragona, situat a l'antiga Casa del Degà vora la Catedral de Tarragona. Aquesta exposició formada per 25 obres, la majoria olis de gran format, van mostrar als tarragonins aspectes inèdits de la Part Alta desconeguda per molts. Però, una de les darreres exposicions, i de les més emotives, va ser la que va tenir lloc l'any 2010. Va ser especial, Tomás Olivar tornava a exposar a la casa que l'havia vist créixer, al pati del Palau de la Diputació. Allí va oferir uns quadres que «mostren l'essència de la ciutat que moltes vegades, immersos en la quotidianitat, ens passa desapercebuda; «Una ciutat viva, amb molta història però sobretot futur», és per això que l'exposició tenia per títol «Una Nova Imperial Tàrraco».

### Antologia
El març de 2014, coincidint amb el primer aniversari de la mort de l'artista, el Museu d'Art Modern de Tarragona va presentar una exposició antològica titulada Tomàs Olivar. Passió pel color i vivència del paisatge, així com un llibre homònim.